# Ленжани (Вармінсько-Мазурське воєводство)
Ленжани (пол. Łężany, нім. Loßainen) — село в Польщі, у гміні Решель Кентшинського повіту Вармінсько-Мазурського воєводства.
Населення — 323 особи (2011).

## Демографія
Демографічна структура станом на 31 березня 2011 року:
|          | Загалом | Допрацездатний вік | Працездатний вік | Постпрацездатний вік |
| -------- | ------- | ------------------ | ---------------- | -------------------- |
| Чоловіки | 152     | 22                 | 119              | 11                   |
| Жінки    | 171     | 31                 | 98               | 42                   |
| Разом    | 323     | 53                 | 217              | 53                   |